# Otoka-Stadion
Das Otoka-Stadion ist ein Fußballstadion in der bosnisch-herzegowinischen Hauptstadt Sarajevo.
Die Anlage wurde 1993 während des Bosnienkrieges erbaut. FK Olimpik Sarajevo und ŽNK SFK 2000 Sarajevo sind die derzeitigen Benutzer.
2009 wurde mit den Umbauarbeiten begonnen, deshalb musste Olimpik Sarajevo in das Stadion Grbavica des FK Željezničar Sarajevo ausweichen.